# Edwin Hewitt
Edwin »Ed« Hewitt, ameriški matematik, * 20. januar 1920, Everett, Washington, ZDA, † 21. junij 1999.

## Življenje
Hewitt je doktoriral v letu 1942 na Univerzi Harvard. Od leta 1954 je služboval na fakulteti za matematiko Univerze Washingtona.

## Delo
Največ se je ukvarjal z abstraktno harmonično analizo. Skupaj z ameriškim matematikom Leonardom Jimmiejem Savageom (1917 -1971) je odkril Hewitt-Savageov zakon. Z metodami ultrapotenčne konstrukcije je bil leta 1948 pionir pri konstrukciji hiperrealnih števil.
Leta 1975 je v angleščino prevedel monografijo Elementi teorije reprezentacij (Элементы Теории Представлений) Kirillova iz leta 1972. Skupaj z Rossom je leta 1970 napisal obsežno delo Abstract Harmonic Analysis v dveh knjigah.
1. 1 2  SNAC — 2010.
2. 1 2  Muzej Solomona R. Guggenheima — 1937.
3. ↑  MacTutor History of Mathematics archive — 1994.